# Čong Čong-jon
Čong Čong-jon (* 4. července 1987) je bývalá jihokorejská zápasnice-judistka.

## Sportovní kariéra
V jihokorejské seniorské reprezentaci se pohybovala od roku 2007. V roce 2008 neuspěla v olympijské nominaci na olympijské hry v Pekingu na úkor Kim Jong-an. V roce 2009 získala titul asijské mistryně a vybojovala třetí místo na mistrovství světa v Rotterdamu. V roce 2012 se kvalifikovala na olympijské hry v Londýně, kde nepřešla přes úvodní kolo proti Belgičance Charline Van Snickové. Sportovní kariéru ukončila v roce 2015.

### Vítězství na mezinárodních turnajích
- 2009 - 1x světový pohár (Ulánbátar)
- 2011 - 1x světový pohár (Taškent)

## Výsledky
| Olympijské hry    |     |   | —  |    |    |   | úč. |  |  |  |  |  |
| Mistrovství světa |     | — |    | 3. | 5. | — |     |  |  |  |  |  |
| Asijské hry       | —   |   |    |    | 3. |   |     |  |  |  |  |  |
| Mistrovství Asie  |     | — | 3. | 1. |    | — | 3.  |  |  |  |  |  |
| Univerziáda       |     | — |    | 3. |    | — |     |  |  |  |  |  |
| MS juniorů        | úč. |   |    |    |    |   |     |  |  |  |  |  |